# Richard Trevithick
Richard Trevithick (Illogan, Cornwall, 1771. április 13. – Dartford, Kent, 1833. április 22.) angol feltaláló, bányamérnök. Legkiemelkedőbb munkája a magas nyomású gőzgép kifejlesztése, valamint ő építette az első működő gőzmozdonyt.

## Élete, munkássága
Richard Trevithick a cornwalli bányavidék szülötte, idősebb Richard Trevithick hatodik gyermeke volt. A fiatal Trevithick nem tanulmányaiban, hanem elsősorban a sportteljesítményében volt sikeres. Az egész életében szinte írástudatlan Trevithick azonban már kiskorában szeretett gépeket bütykölni. 1790-ben apját követve, a környékbeli bányáknál dolgozott mint gőzgép-szerelő, ahol hamar kiderült, új megoldásokkal képes nagyobb teljesítményt kisajtolni a korabeli alacsony nyomású, Watt-féle gőzgépekből.
1796-ban, Cornwall legintenzívebb művelésű ónbányájánál mérnökké lépett elő, ahol kifejlesztette a magas nyomású gőzgépet. A korábbiaknál jóval nagyobb teljesítményű gépre a cornwalli és dél-walesi bányák részéről is hamar nagy lett a kereslet.
Trevithick szabadidejében olyan gőzüzemű járművet tervezett, amely kezelhető méretei mellett elég erős ahhoz, hogy terheket és személyeket szállíthasson. Számos működő, kis méretű modell készítése után egy közúti gőzjárművet épített. A „Puffing Devil” (magyarul „Pöfögő Ördög”) névre keresztelt kísérleti járművét 1801 karácsonyán próbálta ki Camborne városka utcáin. Az egyhengeres gőzjármű csak rövid utazásokra volt alkalmas, néhány nap kísérletezés után a gép megsemmisült, a túlhevült kazánja lángra lobbantotta. A feltaláló a sikertelen vállalkozások után a közúti gőzjárművek kísérletezésével felhagyott, a következő években bányáknak, vasöntödéknek és kovácsműhelyeknek készített álló, magas nyomású gőzgépeket.

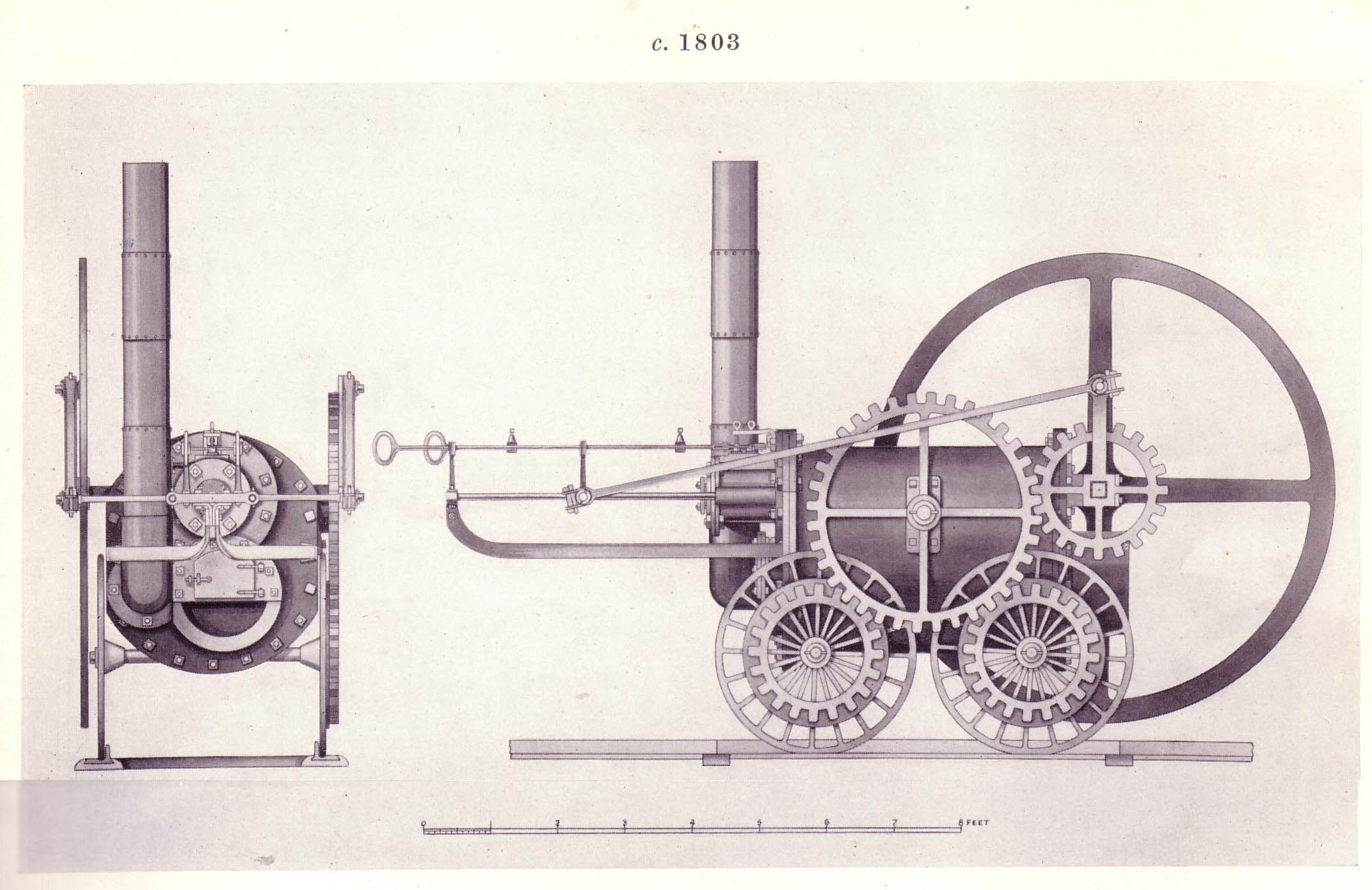
Trevithick gőzmozdonyának rajza, hasonlót épített a Penydarren Vasmű számára

A walesi Penydarren Vasmű vaspályát volt kénytelen építeni termékeinek szállítására, ugyanis a konkurens vasmű a helybeli szállításra használt hajózócsatornát kisajátította. Samuel Homfray, a vasmű egyik tulajdonosa, olyan gőzjármű építésével bízta meg Trevithicket, amely képes ezen a vaspályán közlekedni és a teherkocsikat vontatni. A világ első gőzmozdonya az első sikeres próbautat 1804. február 21-én tette meg. A tíz tonnányi vasáruval, hetven utassal és öt üres vagonnal terhelt mozdony a mintegy 16 km-es utat négy óra és öt perc alatt teljesítette, majdnem 4 km/h-s átlagsebességgel. A vaspálya azonban nem bírta a gőzmozdony tömegét, a hét tonnás gép alatt a korabeli öntöttvasból készült sínek nagy számban széttörtek, három út után a gőzmozdonyt átalakították álló gőzgéppé.
Később Christopher Blackett szénbánya-tulajdonos bízta meg gőzmozdony építésével. Blackett a wylami szénbánya és a Tyne folyó között 1748-ban épült, 5 mérföld hosszú, fából készült nyompályán kívánta a lovakat helyettesíteni gőzmozdonnyal. Hamar kiderült, hogy a Trevithick által épített 5 tonnás jármű a fa nyompályára túl nehéz.

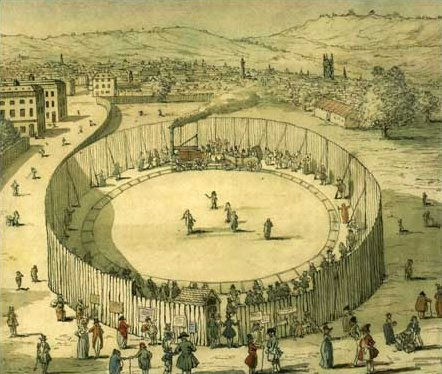
A gőzmozdony népszerűsítése érdekében épített Trevithick-féle „gőzcirkusz”

Trevithick bízva az üzleti lehetőségekben, 1808-ban családjával Londonba költözött. 1808 nyarán a korábbiakhoz hasonló mozdonyt szerkesztett, amelyet a mai Euston tér környékén működtetett egy kör alakú pályán. A körbe-körbe közlekedő szerelvényen egy shillingért lehetett utazni, Trevithick ezzel a látványossággal kívánta bebizonyítani, hogy az utazás gőzmozdonnyal gyorsabb, mint lóval. A „Catch Me Who Can” (magyarul „Kapj el, ha tudsz”) nevű gőzmozdonnyal akár 19 km/h-s sebességet is el lehetett érni, azonban a pálya itt sem bírta a terhelést, a sorozatos síntörések miatt a látványosságot két hónap után be kellett zárni.
A gőzmozdonnyal történt kudarcok után a magas nyomású gőzgépet Trevithick más területeken próbálta bevezetni, így gőzgépeket tervezett hengerműveknek, kovácsműhelyeknek a kalapácsok mozgatásához, kohóművekben a nagyolvasztók fúvatójának működtetéséhez, kőbányáknak kőzúzáshoz, valamint a bányákban használt gépek meghajtásához. A Temze medrének karbantartásához, kotrógépek kifejlesztésére kapott felkérést, a fizetségből a folyóból kitermelt anyag arányában részesedett. Ezenkívül gőzgép meghajtású, lapátkerekes bárkákat is épített.
Miután bebizonyosodott, hogy a gőzgépes folyamkotrásból nem tud megélni, Trevithick 1816-ban elfogadta egy mérnököt kereső perui ezüstbánya ajánlatát. A kezdeti nehézségek után gőzgépei remekül helytálltak a bányákban, a profitból saját ezüstbányát kívánt nyitni, de az időközben kitört háború miatt Trevithicknek mindent hátrahagyva menekülnie kellett. 1822-ben érkezett meg Costa Ricába, ahol bányászati gépek kifejlesztésével foglalkozott, ám az ott töltött sikertelen időszak után a feltaláló Kolumbiába vándorolt. A nincstelenné vált Trevithick Kolumbiában találkozott Robert Stephensonnal, akinek pénzadománya segítségével tért haza Angliába 1827-ben.
Az ipari forradalom egyik fontos alakja nagy szegénységben hunyt el 1833-ban, tisztességes temetésére a dartfordi munkások gyűjtöttek pénzt.

## Mozdonyai
- Puffing Devil
- The Coalbrookdale locomotive
- The Pen-y-Darren locomotive
- The Newcastle locomotive

## Család
1797-ben feleségül vette Jane Harvey-t. Összesen hat gyerekük született:
- Richard Trevithick (1798–1872)
- Anne Ellis (1800–1876)
- Elizabeth Banfield (1803–1870)
- John Harvey Trevithick (1807–1877)
- Francis Trevithick (1812–1877)
- Frederick Henry Trevithick (1816–1883)